# زلزال شبه جزيرة كامشاتكا 2025
ضرب زلزال هائل الدفع بقوة 8.8 درجات المنطقة قُبالة الساحل الشرقي لشبه جزيرة كامشاتكا في روسيا يوم 30 يوليو 2025 في تمام الساعة 11:24:50 صباحًا بتوقيت كامشاتكا «29 يوليو 2025، 23:24:50 بالتوقيت العالمي المنسق». وهو أقوى زلزال مسجّل منذ زلزال توهوكو عام 2011، ويتساوى في قوته مع زلزال الإكوادور وكولومبيا 1906 ‏ و‌زلزال تشيلي 2010، ليصبح سادس أقوى زلزال جرى تسجيله على الإطلاق منذ 2011 زلزال توهوكو. تسبب الزلزال والتسونامي اللاحق الذي امتد إلى اهلا المحيط الهادئ في أضرار متوسطة وإصابات متعددة في إقليم كامتشاتكا ومنطقة سخالين.

## الوضع التكتوني
وقع الزلزال في منطقة الاندساس بين الكوريل وكامتشاتكا، وهي صدع دفعي كبير وحدود صفيحة متقاربة بين صفيحة أمريكا الشمالية وصفيحة المحيط الهادئ، تمتد من الساحل الشرقي لجزر الكوريل إلى شبه جزيرة كامتشاتكا. استمر الاندساس النشط لصفيحة المحيط الهادئ أسفل صفيحة أمريكا الشمالية منذ العصر الطباشيري. وتتراوح تقديرات معدل التقارب بين هاتين الصفيحتين بين 76 و90 ملم (3.0 و3.5 بوصة) سنويًا.
وقد تم تسجيل الزلازل الكبيرة على منطقة الاندساس من قبل. وكان أكبر زلزال سابق هو زلزال سيفيرو كوريلسك عام 1952 والذي بلغت قوته 8.8-9.0 درجة على مقياس ريختر وكان مركزه على بعد 45 كم (28 ميل) جنوب شرق زلزال عام 2025.  تسبب هذا الحدث في حدوث تسونامي كبير ومدمر على طول ساحل كامتشاتكا. ويعتقد أنه تسبب في تمزق جزء من منطقة الاندساس بطول 700 كم (430 ميل) وعرض 150-200 كم (93-124 ميل) من رأس شيبونسكي في الشمال إلى أونكوتان في الجنوب. وعلى عكس معظم زلازل الاندساس الكبيرة، حدثت أكبر حركة للصدع في حدث عام 1952 على عمق أكبر بدلاً من أن تكون أقرب إلى الخندق. واستدل على أن الحركة على الصدع كانت بعمق يصل إلى 40 كم (25 ميلًا) وربما 60-80 كم (37-50 ميلًا). حدث انزلاق طفيف في الخندق، مما أدى إلى حجبه وتراكم طاقة مرنة غير مُطلقة. وقع زلزال أكبر في عام 1737 ، وقُدِّرت قوته بنحو 9.3 درجة. وقد ولّد هذا الزلزال تسونامي بارتفاع 63 مترًا (207 أقدام) وفقًا للسجلات المكتوبة للمسافرين وملاحظات رواسب تسونامي.

## الزلزال
وقع زلزال تحت الماء كبير في 29 يوليو في الساعة 23:24:50 بالتوقيت العالمي المنسق بقوة لحظية (M ww) 8.8 ريختر، وفقًا لهيئة المسح الجيولوجي الأمريكية (USGS). كان مركز الزلزال قبالة ساحل المحيط الهادئ لشبه جزيرة كامتشاتكا، على بعد حوالي 136 كم (85 ميلًا) شرق جنوب شرق بتروبافلوفسك - كامتشاتكا، بينما تم وضع مركز الزلزال على عمق ضحل يبلغ 20.7 كم (12.9 ميلًا). أبلغ المعهد الوطني للجيوفيزياء والبراكين عن قوة لحظية قدرها M wpd  8.6 وعمق 2 كم (1.2 ميل)، بينما وضعت هيئة علوم الأرض الأسترالية القوة اللحظية عند M ww   8.6.
ضربت هزة أرضية سابقة بقوة  7.0 درجة على مقياس ريختر في 17 أغسطس 2024، على بعد 45 كم (28 ميل) تقريبًا شمال شرق الهزة الرئيسية بقوة 8.8 درجة على مقياس ريختر. وضربت هزة أرضية سابقة أخرى بقوة 7.4 درجة على مقياس ريختر في  20 يوليو 2025، على بعد 60 كم (37 ميل) تقريبًا جنوب غرب الهزة الرئيسية التي حدثت في 29 يوليو. وتبع ذلك أكثر من 50 هزة ارتدادية، بما في ذلك هزة أرضية بقوة 6.9 درجة على  مقياس ريختر في تمام الساعة 00:09 بالتوقيت العالمي المنسق في 30 يوليو.
صرحت هيئة المسح الجيولوجي الأمريكية (USGS) أن الزلزال وقع نتيجة صدع عكسي ضحل على سطح منطقة الاندساس. وقدرت مساحة المنطقة التي حدثت فيها الحركة على السطح بـ 390 كيلومترًا (240 ميلًا) × 140 كيلومترًا (87 ميلًا). ويُعتقد أن الصدع قد حدث في فجوة زلزالية بين صدوع حدثي كامتشاتكا عام 1923 وسيفيرو -كوريلسك عام 1952. وأشار نموذج صدع محدود أصدرته هيئة المسح الجيولوجي الأمريكية إلى انزلاق في جزء من منطقة الاندساس يبلغ طوله حوالي 600 كيلومتر (370 ميلًا) × 200 كيلومتر (120 ميلًا). وامتد معظم الصدع لمسافة 500 كيلومتر (310 أميال) جنوب غرب منطقة الاندساس من مركز الزلزال إلى جزر الكوريل. حدث معظم الانزلاق بالقرب من الخندق وجنوب غرب مركز الزلزال في رقعة بيضاوية بانزلاق يتراوح بين 7 و10 أمتار (23 و33 قدمًا) وبلغ ذروته عند 10.533 مترًا (34.56 قدمًا). وقد قدر مرصد جيوسكوب أن الزلزال مزق منطقة الاندساس لمدة تزيد عن 180 ثانية. وقد قدرت هيئة المسح الجيولوجي الأمريكية مدة الزلزال بحوالي 230 ثانية.
وفي اليابان، شعر سكان هوكايدو بالزلزال بقوة 2 درجة على مقياس شيندو.